# Liste der Einträge im National Register of Historic Places im Nicollet County

Lage des Nicollet County in Minnesota

Die Liste der Einträge im National Register of Historic Places im Nicollet County in Minnesota führt alle Bauwerke und historischen Stätten im Nicollet County auf, die in das National Register of Historic Places aufgenommen wurden.

## Legende
| NRHP | Historic Place    |
| HD   | Historic District |

## Aktuelle Einträge
| [ 2 ] | Name                                                        | Bild                                                        | Eintragsdatum                | Lage                                                                                 | Ort                      | Beschreibung |
| ----- | ----------------------------------------------------------- | ----------------------------------------------------------- | ---------------------------- | ------------------------------------------------------------------------------------ | ------------------------ | --- |
| 1     | Broadway Bridge                                             | Broadway Bridge                                             | 1999 ID-Nr. 99000934         | Brücke der MN 99 über den Minnesota River 44° 19′ 29″ N, 93° 57′ 10,9″ W             | St. Peter                | 1931 errichtete Fachwerkbrücke; zur Hälfte im Le Sueur County |
| 2     | Center Building-Minnesota Hospital for The Insane           | Center Building-Minnesota Hospital for The Insane           | 1986 ID-Nr. 86002117         | Freeman Drive 44° 18′ 19,5″ N, 93° 58′ 40″ W                                         | St. Peter                | 1878 errichtetes Gebäude von Minnesotas erster Nervenklinik |
| 3     | Church of the Holy Communion-Episcopal                      | Church of the Holy Communion-Episcopal                      | 19. Mai 1983 ID-Nr. 83000914 | 116 North Minnesota Avenue 44° 19′ 35,7″ N, 93° 57′ 19,9″ W                          | St. Peter                | 1870 im neugotischen Stil errichtete Kirche |
| 4     | Eugene Saint Julien Cox House                               | Eugene Saint Julien Cox House                               | 1970 ID-Nr. 70000305         | 500 North Washington Avenue 44° 19′ 56,4″ N, 93° 57′ 42″ W                           | St. Peter                | 1871 im neugotischen Stil errichtetes Wohnhaus von St. Peters erstem Bürgermeister |
| 5     | Frederick A. Donahower House                                | Frederick A. Donahower House                                | 1983 ID-Nr. 83000915         | 720 South Minnesota Avenue 44° 19′ 13,4″ N, 93° 57′ 39,8″ W                          | St. Peter                | 1875 im Italianate-Stil errichtetes Gebäude |
| 6     | Fort Ridgely                                                | Fort Ridgely                                                | 1970 ID-Nr. 70000304         | MN 4 44° 27′ 10,7″ N, 94° 44′ 3,8″ W                                                 | südlich von Fairfax      | 1853 errichtete Fort der U.S. Army zur Beobachtung der Lower Sioux Indian Reservation; Ort der Battle of Fort Ridgely während des Sioux-Aufstands von 1862; heute State Park und Historical Site |
| 7     | Fort Ridgely State Park CCC/Rustic Style Historic Resources | Fort Ridgely State Park CCC/Rustic Style Historic Resources | 1989 ID-Nr. 89001668         | Abseits des County Highway 30 44° 27′ 10,8″ N, 94° 43′ 50,8″ W                       | nordwestlich von New Ulm | 27 im Rahmen einer Arbeitsbeschaffungsmaßnahme in den 1930er Jahren von Civilian Conservation Corps errichtete Gebäude des State Park                                                            |
| 8     | Alexander Harkin Store                                      | Alexander Harkin Store                                      | 1973 ID-Nr. 73000989         | County Highway 21 44° 23′ 13″ N, 94° 35′ 56″ W                                       | nördlich von New Ulm     | 1871 errichteter Laden und Poststation; heute Museum |
| 9     | John A. Johnson House                                       | John A. Johnson House                                       | 1983 ID-Nr. 83000916         | 418 North 3rd Street 44° 19′ 47,4″ N, 93° 57′ 16,7″ W                                | St. Peter                | 1905 errichtetes Holzhaus von John Albert Johnson, dem 16. Gouverneur von Minnesota |
| 10    | Sarah and Thomas Montgomery House                           | Sarah and Thomas Montgomery House                           | 2000 ID-Nr. 00001509         | 408 Washington Avenue, South 44° 19′ 31,9″ N, 93° 57′ 51″ W                          | St. Peter                | 1874 im Italianate-Stil errichtetes Gebäude |
| 11    | Nicollet County Bank                                        | Nicollet County Bank                                        | 1983 ID-Nr. 83000917         | 224 South Minnesota Avenue 44° 19′ 27,9″ N, 93° 57′ 26,6″ W                          | St. Peter                | 1887 im Queen Anne-Stil errichtetes Bankgebäude; Teil des St. Peter Commercial Historic District                                                                                                 |
| 12    | Nicollet County Courthouse and Jail                         | Nicollet County Courthouse and Jail                         | 2002 ID-Nr. 02000939         | 501 South Minnesota Avenue 44° 19′ 18,3″ N, 93° 57′ 30,9″ W                          | St. Peter                | 1881 im neuromanischen Stil errichtetes Gerichts- und Verwaltungsgebäude sowie 1907 im Queen Anne-Stil errichtetes Gefängnisgebäude                                                              |
| 13    | Nicollet Hotel                                              | Nicollet Hotel                                              | 1975 ID-Nr. 75000998         | Minnesota Avenue Ecke West Park Row Street 44° 19′ 31″ N, 93° 57′ 24,3″ W            | St. Peter                | 1874 im Italianate-Stil errichtetes Hotel |
| 14    | Norseland General Store                                     | Norseland General Store                                     | 1983 ID-Nr. 83000918         | MN 22 44° 24′ 42,8″ N, 94° 6′ 56,1″ W                                                | Lake Prairie Township    | Im Jahr 1900 errichteter Gemischtwarenladen |
| 15    | North Mankato Public School                                 | North Mankato Public School                                 | 1983 ID-Nr. 83000919         | 442 Belgrade Avenue 44° 10′ 13,3″ N, 94° 0′ 47,5″ W                                  | North Mankato            | 1890 im Queen Anne-Stil errichtetes Schulgebäude; 1904 erweitert |
| 16    | Old Main-Gustavus Adolphus College                          | Old Main-Gustavus Adolphus College                          | 1976 ID-Nr. 76001065         | Campus des Gustavus Adolphus College 44° 19′ 22,6″ N, 93° 58′ 14,3″ W                | St. Peter                | 1876 im Italianate-Stil errichtetes Campusgebäude |
| 17    | Emily and Stephen Schumacher House                          | Emily and Stephen Schumacher House                          | 2000 ID-Nr. 00001507         | 202 3rd Street, North 44° 19′ 39,9″ N, 93° 57′ 23,3″ W                               | St. Peter                | 1888 im Queen Anne-Stil errichtetes Wohnhaus |
| 18    | St. Peter Armory                                            | St. Peter Armory                                            | 1997 ID-Nr. 96001558         | 419 South Minnesota Avenue 44° 19′ 21,3″ N, 93° 57′ 28,9″ W                          | St. Peter                | 1913 im neugotischen Stil errichtetes Arsenal der Nationalgarde |
| 19    | St. Peter Carnegie Library                                  | St. Peter Carnegie Library                                  | 1983 ID-Nr. 83000920         | 429 South Minnesota Avenue 44° 19′ 20,9″ N, 93° 57′ 29,3″ W                          | St. Peter                | 1904 errichtete Carnegie-Bibliothek |
| 21    | St. Peter Commercial Historic District                      | St. Peter Commercial Historic District                      | 2001 ID-Nr. 00001610         | Minnesota Avenue zwischen Broadway und Grace Street 44° 19′ 28,4″ N, 93° 57′ 24,5″ W | St. Peter                | Ensemble von Geschäftsgebäuden aus dem späten 19. und dem frühen 20. Jahrhundert |
| 22    | William E. Stewart House                                    | William E. Stewart House                                    | 1984 ID-Nr. 84000223         | 733 Range Street 44° 10′ 29,8″ N, 94° 0′ 32,2″ W                                     | North Mankato            | 1910 errichtetes Wohnhaus neben der Ziegelei des Besitzers |
| 23    | Henry A. Swift House                                        | Henry A. Swift House                                        | 1983 ID-Nr. 83000921         | 820 South Minnesota Avenue 44° 19′ 9,8″ N, 93° 57′ 42,4″ W                           | St. Peter                | 1858 errichtetes Wohnhaus von Henry Adoniram Swift, dem 3. Gouverneur von Minnesota |
| 24    | Traverse des Sioux                                          | Traverse des Sioux                                          | 1973 ID-Nr. 73000990         | Abseits des US 169 44° 21′ 23″ N, 93° 57′ 15,4″ W                                    | nördlich von St. Peter   | Historische Furt durch den Minnesota River; Verhandlungsort für den 1851 geschlossenen Vertrag von Traverse des Sioux zwischen der US-Regierung und den Dakota                                   |
| 25    | Union Presbyterian Church                                   | Union Presbyterian Church                                   | 1983 ID-Nr. 83000922         | 311 West Locust Street 44° 19′ 15″ N, 93° 57′ 44,9″ W                                | St. Peter                | 1872 im neugotischen Stil errichtete Kirche |

## Frühere Einträge
| [ 2 ] | Name                        | Bild                     | Eintragsdatum        | Lage                                                                         | Ort       | Beschreibung                                                                                    |
| ----- | --------------------------- | ------------------------ | -------------------- | ---------------------------------------------------------------------------- | --------- | ----------------------------------------------------------------------------------------------- |
| 1     | Bridge No. 6422-Saint Peter |                          | 1999 ID-Nr. 99000933 | Brücke der MN 99 über die Washington Avenue 44° 18′ 41,3″ N, 93° 58′ 22,1″ W | St. Peter | 1948 errichtete Betonbrücke, die erste ihrer Art in Minnesota; 2003 aus dem Register gestrichen |
| 2     | St. Peter Central School    | St. Peter Central School | 1980 ID-Nr. 80002092 | 300 South 5th Street 44° 19′ 32″ N, 93° 57′ 42″ W                            | St. Peter | 1998 durch einen Tornado zerstört und im Jahr 2000 aus dem Register gestrichen                  |